# 弗洛斯 (阿肯色州)
弗洛斯（英語：Floss）是位於美國阿肯色州華盛頓縣的一個非建制地區。該地的面積和人口皆未知。

## 地理
弗洛斯的座標為35°47′42″N 94°24′14″W / 35.79500°N 94.40389°W，而該地的平均海拔高度為330米（即1083英尺）。